# Raphia aethiops
Raphia aethiops är en fjärilsart som beskrevs av Bang-haas 1912. Raphia aethiops ingår i släktet Raphia och familjen nattflyn. Inga underarter finns listade.